# Turistická značená trasa 5435
 Turistická značená trasa č. 5435 měří 10,7 km a spojuje obec Harmanec a hotel Horský hotel Kráľova Studňa v pohoří Velká Fatra na Slovensku. 

## Průběh trasy
V souběhu se stání silnicí č.14 mírně stoupá z obce Horný Harmanec k odbočce na lesní zpevněnou cestu, po které míjí národní přírodní rezervaci Harmanecká tisina a podchází Železniční trať Zvolen–Vrútky u Čremošianského tunelu. Následuje stoupání zalesněnou dolinou k rozcestí Nad Túfnou (v blízkosti se nacházejí jeskyně Horná Túfna a Dolná Túfna a po zpevněné cestě již mírnějším stoupáním k horskému hotelu Kráľova studňa.
| Km   | Místo                       | Navazující a křižující trasy                     | Souřadnice                      | Nadm. výška  |
| ---- | --------------------------- | ------------------------------------------------ | ------------------------------- | ------------ |
| 0    | Horný Harmance - parkoviště | Naučná stezka K Harmaeneckej jaskyni, 2617, 8611 | 48°49′7″ s. š., 19°2′18″ v. d.  | 570 m n. m.  |
| 0,5  | Horný Harmanec              | 8611                                             | 48°49′17″ s. š., 19°2′3″ v. d.  | 600 m n. m.  |
| 2,4  | Velký tunel                 | 8611                                             | 48°50′2″ s. š., 19°1′12″ v. d.  | 690 m n. m.  |
| 4,6  | Nad Túfnou                  |                                                  | 48°50′58″ s. š., 19°1′53″ v. d. | 1030 m n. m. |
| 5,9  | Pod Krásným kopcom          | 0801 (Cesta hrdinů SNP)                          | 48°51′27″ s. š., 19°1′48″ v. d. | 1180 m n. m. |
| 9,1  | Košarisko                   | 0801 (Cesta hrdinů SNP)                          | 48°52′23″ s. š., 19°1′31″ v. d. | 1195 m n. m. |
| 10,7 | Kráľova studňa - hotel      | 0801 (Cesta hrdinů SNP), 8436                    | 48°52′35″ s. š., 19°2′25″ v. d. | 1264 m n. m. |

## Galerie

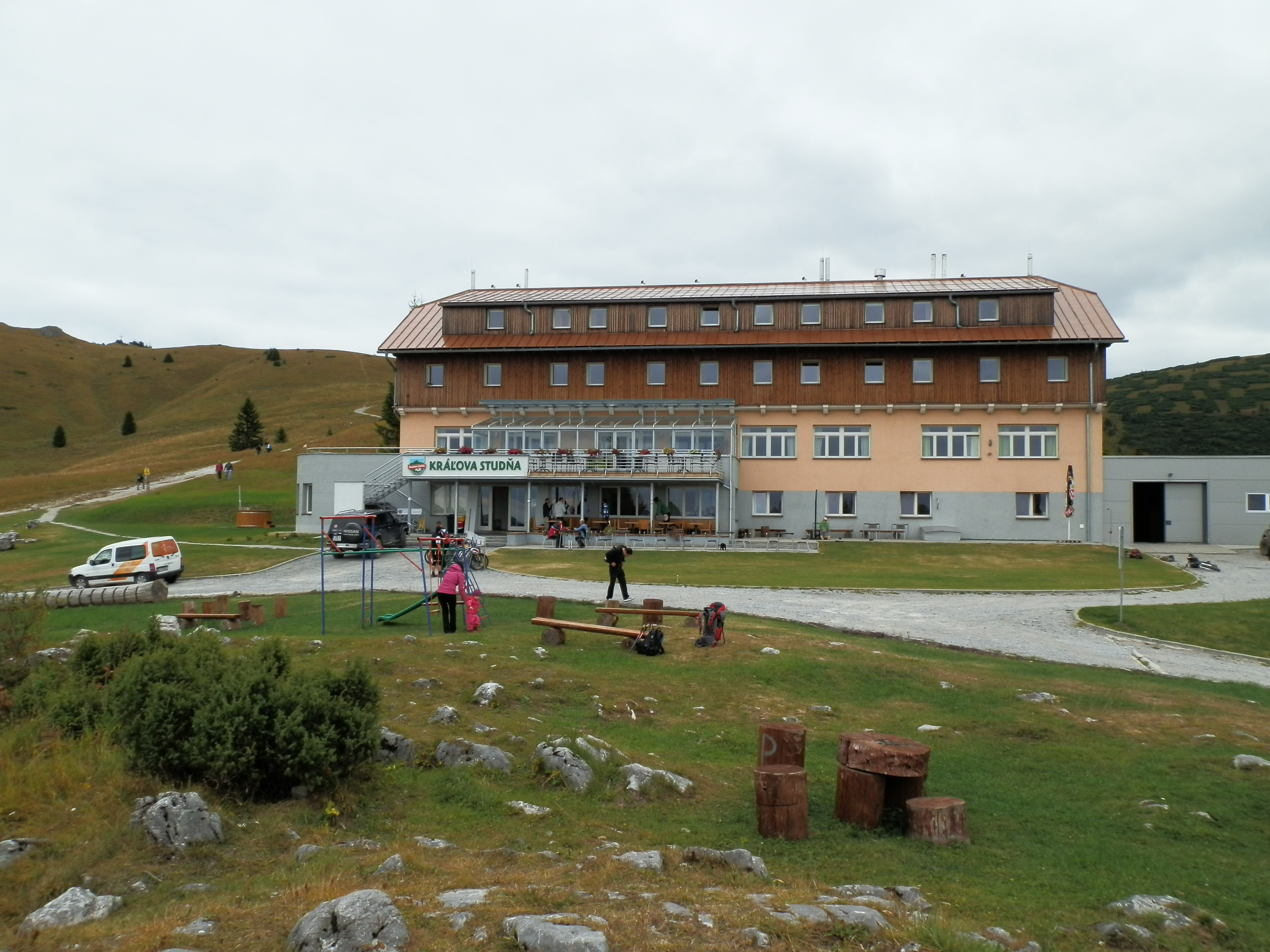
Horský hotel Kráľova Studňa